# Eschenz
Eschenz ist eine politische Gemeinde und eine Ortschaft im Bezirk Frauenfeld des Kantons Thurgau in der Schweiz.
Bis 2002 war Eschenz eine Einheitsgemeinde.

## Geographie
Eschenz liegt am Südufer des Rheinsees, vor dem Ausfluss des Hochrheins aus dem Bodensee (Untersee). Deshalb auch die Bezeichnung Eschenz an Untersee und Rhein. Auf dem Gemeindegebiet liegt eine der kleineren Bodenseeinseln, die Insel Werd. Der Ort ist heute räumlich nahezu mit dem Ortsteil Burg des Städtchens Stein am Rhein zusammengewachsen. Er hat eine Haltestelle an der Seelinie Schaffhausen–Rorschach und liegt an der Postautoverbindung Stein am Rhein–Frauenfeld.
Die Gemeinde umfasst neben dem eigentlichen Dorfkern noch eine Vielzahl Ortsteile, darunter Bornhausen, Eppenberg, Schloss Freudenfels, Hirschensprung, Rappenhof, Insel Werd, Windhausen, Grünegg und andere.
Nördlich, in der Rheinmitte, verläuft die Grenze zwischen Deutschland und der Schweiz.

## Geschichte

### Frühgeschichte

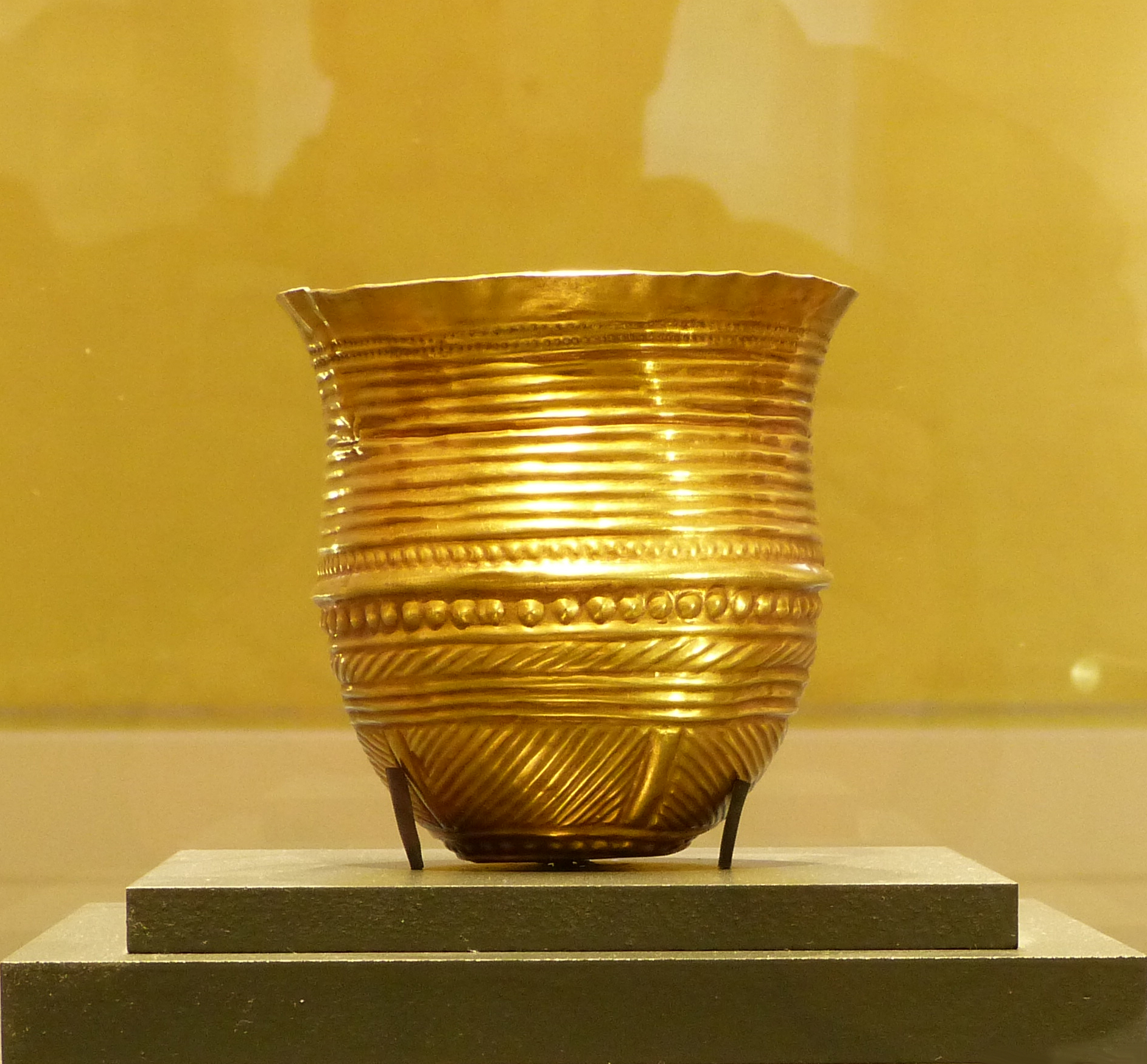
Endneolithischer Goldbecher von Eschenz, Alter: ca. 4400 Jahre

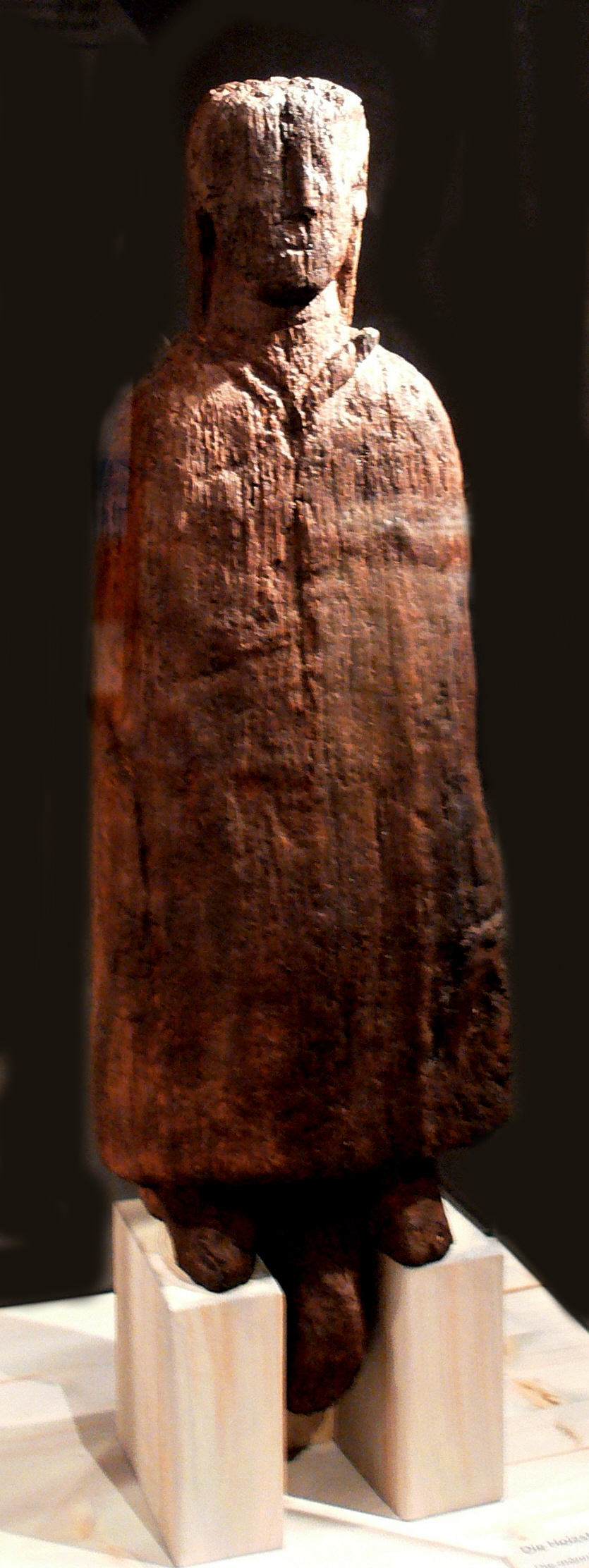
Kopie einer spätkeltischen Holzstatue, 1977 in Eschenz entdeckt; ca. 9 v. Chr.

Die bis anhin bekannt gewordenen prähistorischen Ufersiedlungen auf der Insel Werd und in den «Seeäckern» nordöstlich von Eschenz zeichnen sich durch ein umfangreiches Fundmaterial aus, das wesentlich zur Klärung der Siedlungsgeschichte im engeren Bodenseeraum beitrug. Die beiden im Ausflussbereich von Untersee und Hochrhein gelegenen Werdinseln verdanken ihre Entstehung postglazialen Kalkablagerungen. Natürliche Furtenbildungen im Rhein begünstigten die Siedlungstätigkeit über nahezu sämtliche ur- und frühgeschichtliche Epochen. 1858 wurde der Siedlungsplatz auf der Hauptinsel entdeckt. Der Grabungskampagne 1882/83 durch Schenk folgten 1931 bis 1936 umfangreiche wissenschaftliche Untersuchungen durch Karl Keller-Tarnuzzer sowie 1962 kleinere Sondierungen in der Otmarskapelle. Dementsprechend wurden zahlreiche interessante Funde gemacht, teilweise von internationaler Bedeutung. Darunter befinden sich der Goldbecher von Eschenz (2000 v. Chr.) und eine gallorömische Holzfigur (60–70 n. Chr.).
Die erste Besiedlung der Insel Werd erfolgte kurz nach 4000 v. Chr. (frühe Pfyner Kultur) und fällt mit dem Siedlungsaufkommen in den voralpinen Feuchtgebieten zu Beginn des Jungneolithikums zusammen. Eine zweite Siedlungsphase (späte Pfyner Kultur) setzte nach längerem Unterbruch vor der Mitte des 4. Jahrtausends ein. Nach einer dritten Siedlungsphase (Horgener Kultur, zweite Hälfte des 4. Jahrtausends) dürfte ein Anstieg des Seespiegels – dies dokumentieren mächtige Seekreidelagen – die gesamte Insel unter Wasser gesetzt haben. Mit einer schnurkeramischen Niederlassung in der ersten Hälfte des 3. Jahrtausends endete die neolithische Siedlungstätigkeit; erst im mittleren Abschnitt der Spätbronzezeit (11. Jahrhundert v. Chr.) sind wieder Siedlungsspuren auszumachen. Wiederum belegt ein Überschwemmungshorizont im Schichtenprofil der Insel einen Siedlungsunterbruch und trennt die Kulturschichtablagerungen aus der Schlussphase der
Spätbronzezeit (9. Jahrhundert v. Chr.). Zahlreiche gefundene Pferdezaumbestandteile lassen vermuten, die Insel sei dank ihrer günstigen Verkehrslage ein Umschlagplatz gewesen.
Im frühen 1. Jahrhundert n. Chr. errichteten die Römer hier ein Dorf (vicus) Tasgetium und eine Holzbrücke über die Insel Werd zum andern Seeufer. Dazu kam im 4. Jahrhundert der Bau eines Kastells Eschenz in «Vor der Brugg» (Stein am Rhein), das als Grenzkastell eines weiträumigen Dispositivs der Verteidigung des Donau-Iller-Rhein-Limes und zum Schutz vor den Alemanneneinfällen diente. Die Bewohner lebten von Ackerbau, Viehzucht und der Fischerei. Die Entstehung des Kastells Eschenz führte wahrscheinlich zu einem Bevölkerungsrückgang im Raum Eschenz. Der Wegzug der Römer vollzog sich kurz nach 400; darauf erfolgte eine friedliche Landnahme durch die Alemannen.

### Mittelalter und frühe Neuzeit

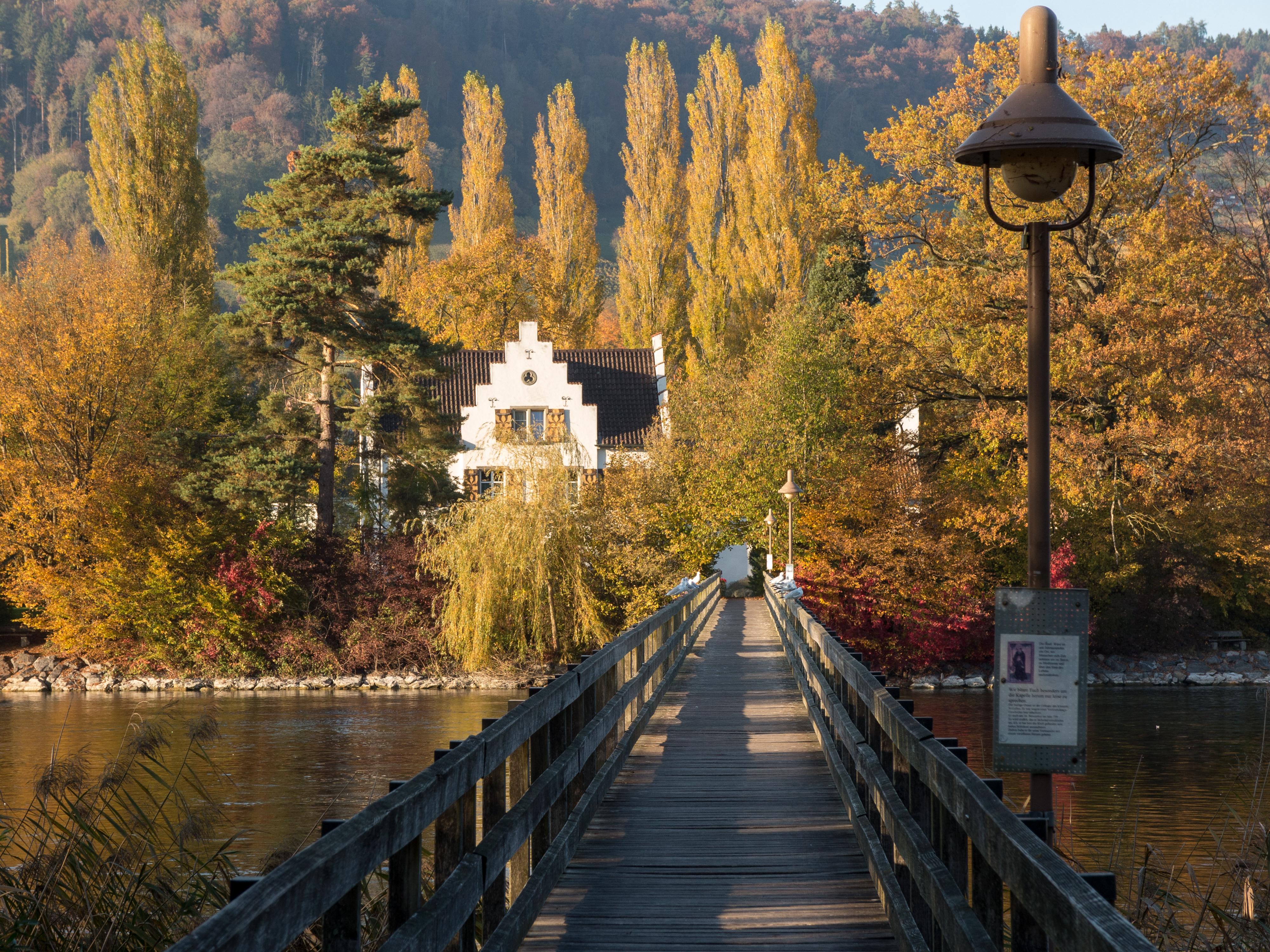
Holzbrücke zur Insel Werd im Untersee/Rhein

Über die Zeit bis zum 10. Jahrhundert ist wenig bekannt. Auf der Insel Werd verbrachte Otmar, der erste Abt der Benediktinerabtei St. Gallen, die letzten Monate seines Exils und verstarb hier 759. Zu dieser Zeit muss bereits ein Vorgängerbau der heute noch vorhandenen romanischen Kapelle auf der Insel bestanden haben. In der Folge entwickelte sich Werd zum Wallfahrtsort. Im Jahr 799 wird Eschenz als Exsientia erstmals urkundlich erwähnt. Damals mögen im Raum des heutigen Unter- und Obereschenz ein bis zwei Gutshöfe bestanden haben.
Im Jahr 958 schenkte König Otto I. dem noch ganz jungen Benediktinerkloster Einsiedeln eine bereits in Untereschenz bestehende Kirche, die Insel Werd samt Kirche (heute noch in dessen Besitz) und einen nahegelegenen Gutshof. Von diesem Kern aus entwickelte sich in den folgenden Jahrhunderten die Besiedlung dank umfangreichen Rodungen und dehnte sich in östlicher Richtung und den Hügelzug des Seerückens hinauf aus. Aus dem Jahr 1296 stammt eine Offnung. Dabei profitierte Eschenz sicher von der Entwicklung des benachbarten mittelalterlichen Handelsstädtchens Stein am Rhein. Eschenz bildete sich in der Folge zu einer Herrschaft mit niederer Gerichtsbarkeit heraus, die der Statthalter des Klosters Einsiedeln auf Schloss Freudenfels von 1623 bis 1798 ausübte.

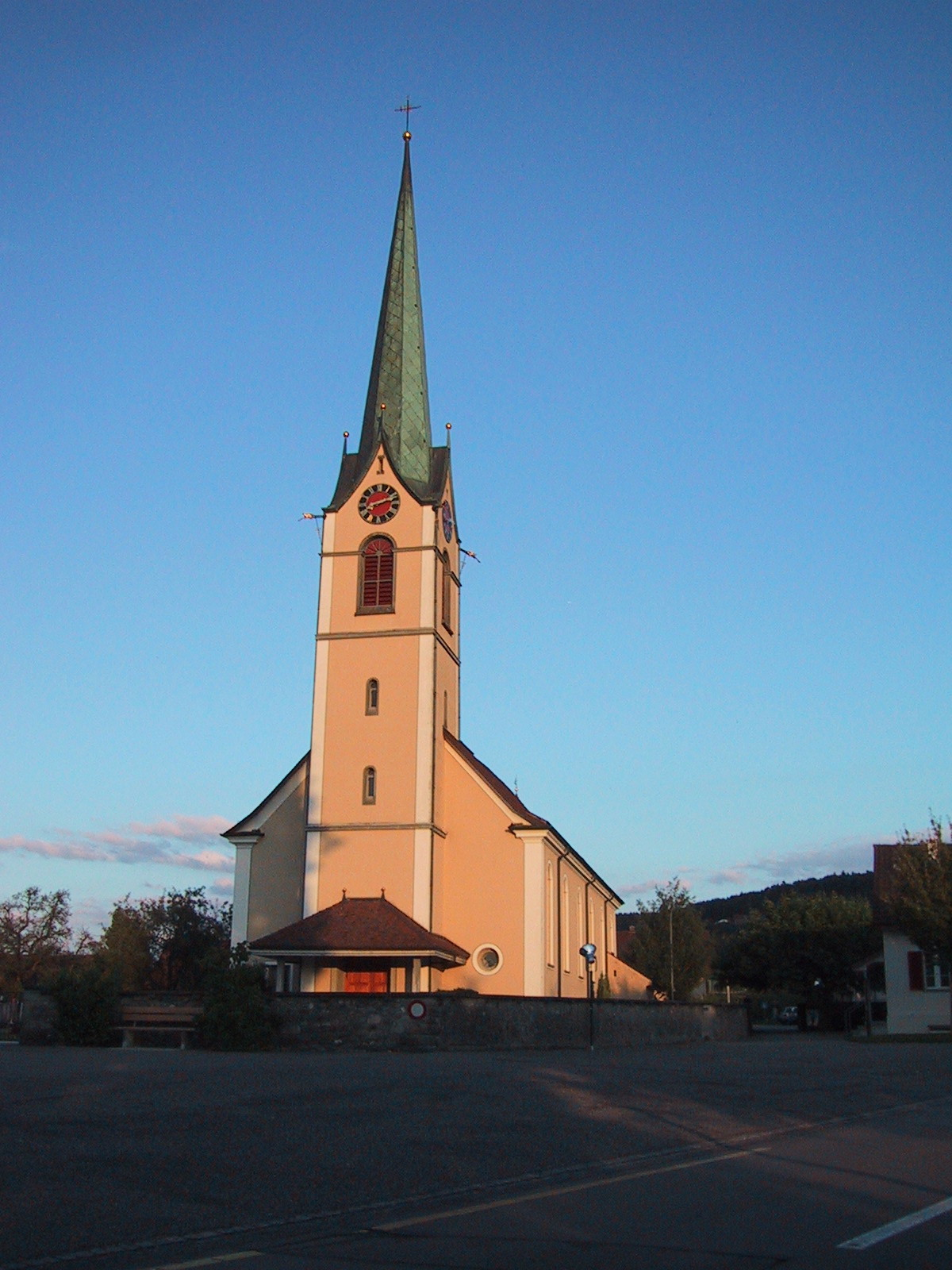
Katholische Kirche Mariä Himmelfahrt

Aus der Kirche in Untereschenz entstand durch die Pastoration Einsiedelns die Pfarrei Eschenz, die dem Kloster 1362 formell inkorporiert wurde. Zwischen 1525 und 1529 trat Eschenz zum neuen Glauben über, und bis 1569 wurde nur evangelischer Gottesdienst gehalten. Dann diente die Kirche 10 Jahre lang beiden Konfessionen. 1580 wurden, nachdem die Rekatholisierung energisch und erfolgreich vorangetrieben worden war, die Evangelischen der Pfarrei Burg (Stein am Rhein) zugewiesen. Der Friedhof in Eschenz wurde bis 1690 paritätisch genutzt. Die gegenwärtige katholische Kirche in Obereschenz wurde 1737 erbaut; die Kirche in Untereschenz brach man ab. Zur Pfarrei Eschenz gehören auch die Katholiken der politischen Gemeinde Wagenhausen. Die Kapelle St. Otmar und die Insel Werd vermietet Einsiedeln seit über 30 Jahren an eine kleine Franziskaner-Gemeinschaft, die von hier aus u. a. Pastoration in den umliegenden Gemeinden betreibt.

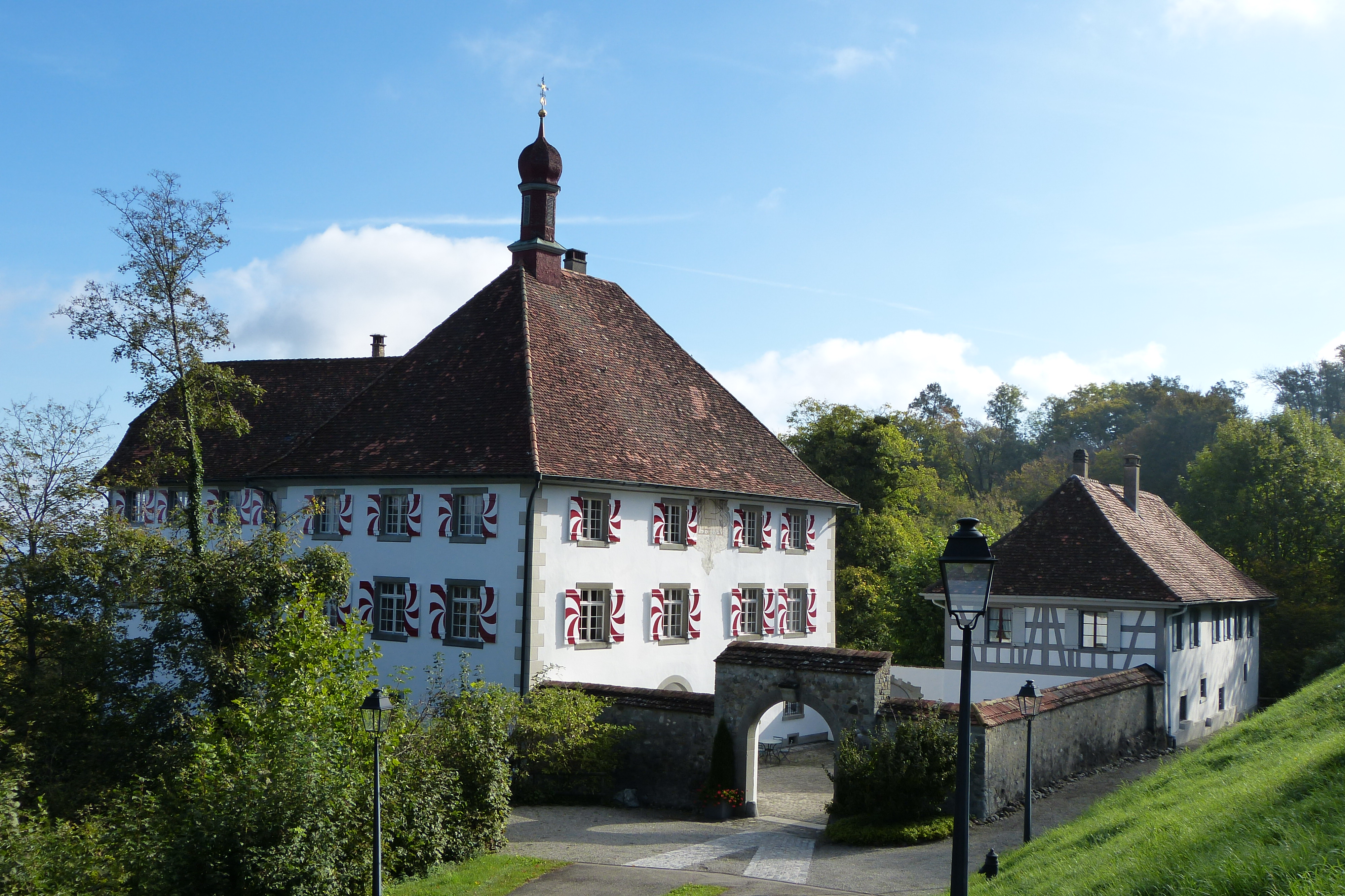
Schloss Freudenfels

Um 1300 wurde auf einem Felssporn, einen Kilometer südöstlich von Obereschenz, die Feste Freudenfels erbaut. Sie stellte ein Glied dar in der Kette von Befestigungen, die im Besitz der Herren von Hohenklingen (mit Hauptsitz auf Burg Hohenklingen) waren und den Schutz von Stein am Rhein und der florierenden Handelsschifffahrt auf dem Untersee dienten. Gleichzeitig wurde von hier aus die gleichnamige Gerichtsherrschaft verwaltet. Auch die Gründung des Priorats Klingenzell geht auf diese Familie zurück.
Nach zahlreichen (spekulativ begründeten) Handänderungen – unter den Besitzern finden wir auch die Herzöge von Österreich – gelangte die Herrschaft Freudenfels 1623 in den Besitz Einsiedelns. Das Kloster erwarb diese auf Betreiben und damit Unterstützung der Schweizerischen Benediktinerkongregation, welche die Rekatholisierung der Gegend festigen und ausbauen wollte. Damit war nun die Herrschaft Eschenz mit derjenigen von Freudenfels in einer Hand vereint. Im Zug der Helvetik (1798–1803) verlor die Herrschaft Freudenfels-Eschenz ihre gerichtsherrlichen Privilegien und ihren Grundbesitz und schmolz nach und nach zu dem, was sie heute ist: Schlossanlage und Landwirtschaftsbetrieb – beides immer noch in Einsiedler Besitz. Die Schlossgebäude wurden 1989–1992 zu einem Ausbildungs- und Begegnungszentrum umgestaltet, das gegenwärtig langfristig an eine Bank vermietet ist.

### Neuzeit

Eschenz im Jahr 1959

Anstelle der beiden Teilherrschaften trat als Rechtsnachfolgerin 1803 die (heutige politische) Gemeinde Eschenz. Von ihrem Gebiet her war sie zunächst umfangreicher als ihre vereinten Vorgängerinnen. 1851 schrumpfte sie erheblich durch die Abtrennung der jenseits des Seerückens gelegenen Munizipalgemeinde Hüttwilen von der Munizipalgemeinde Eschenz. Bevölkerungsmässig bedeutete dies einen Verlust von 50 Prozent. Eschenz blieb zunächst ein reines Bauerndorf, in dessen Umgebung seit dem Mittelalter und bis zu den Reblaus- und Mehltauepidemien des ausgehenden 19. Jahrhunderts auch im grossen Stil Weinbau und in nicht geringem Mass Fischerei betrieben wurde. Im Dorf waren auch einige Handwerker anzutreffen. Die im 17. Jahrhundert bereits auszumachenden Dorfkerne Unter- und Obereschenz waren indes noch lange nicht miteinander verschmolzen. Die räumlich identischen Orts- und Munizipalgemeinden Eschenz wurden 1870 zur Einheitsgemeinde Eschenz zusammengelegt.
Die Lage an der Seestrasse nach Konstanz verhalf ihr nicht zu einer nennenswerten Entwicklung, wenngleich ab 1846 die Postkutsche vor dem «zum Raben» haltmachte. Auch der direkte Strassenanschluss (1861) über den Seerücken zur Kantonshauptstadt und zum Thurtal sowie der Anschluss an das Eisenbahnnetz (Bahnhofbau 1875; Linien Winterthur–Etzwilen–Konstanz und ab 1895 Schaffhausen–Stein am Rhein) brachten wenig Veränderungen. Eine Ansiedlung von Industriebetrieben fand nicht statt. Anstelle des Weinbaus und der Fischerei traten um die Jahrhundertwende Ackerbau und Viehwirtschaft.
Erst 1931 entstand die erste und einzige Fabrik, die Unipektin, ein Betrieb aus der Lebensmittelbranche, der heute 80 hochwertige Arbeitsplätze sichert. Der Ortsteil Grünegg hat eine amerikanische Dankesplakette erhalten, für die Aufnahme von amerikanischen Bomberpiloten im Zweiten Weltkrieg.
Ein nahtloser Übergang zwischen Unter- und Obereschenz kam erst nach 1960 mit dem Nationalstrassenbau zustande, als auch in Eschenz ein gewisser Bauboom einsetzte. Heute prägen Gewerbebetriebe und Wohnhäuser das Dorfbild, während Einzelhöfe, Weiler und ausgedehnte Waldgebiete die Landschaft charakterisieren.

## Wappen
Blasonierung: Gespalten, rechts in Gelb ein roter aufgerichteter Löwe, links von Blau und Weiss fünfmal schrägrechts geteilt.
Die Herren von Eschenz hatten einen roten Löwen in ihrem Wappen, jedoch geht die Forschung davon aus, dass es sich um den Habsburger Löwen handelte. Dennoch weist das Wappen der reichenauischen Ministerialen eine sehr hohe Ähnlichkeit auf. In den Wappenbüchern gab es zwei Varianten. Die Gemeinde Diegten im Kanton Baselland hat im Aufbau das gleiche Wappen wie Eschenz, jedoch ist dieses in Gelb-Schwarz-Weiss gehalten.

## Bevölkerung
| Hier fehlt eine Grafik, die leider im Moment aus technischen Gründen nicht angezeigt werden kann. Wir arbeiten daran! |

| Jahr      | 1850 | 1900 | 1950 | 1980 | 1990 | 2000 | 2010 | 2018 | 2023 |
| Einwohner | 1032 | 929  | 1101 | 1211 | 1356 | 1513 | 1665 | 1741 | 1893 |

Von den insgesamt 1893 Einwohnern der Gemeinde Eschenz am 31. Dezember 2023 waren 356 bzw. 18,8 % ausländische Staatsbürger. 605 (32,0 %) waren evangelisch-reformiert und 550 (29,1 %) römisch-katholisch.

## Sehenswürdigkeiten

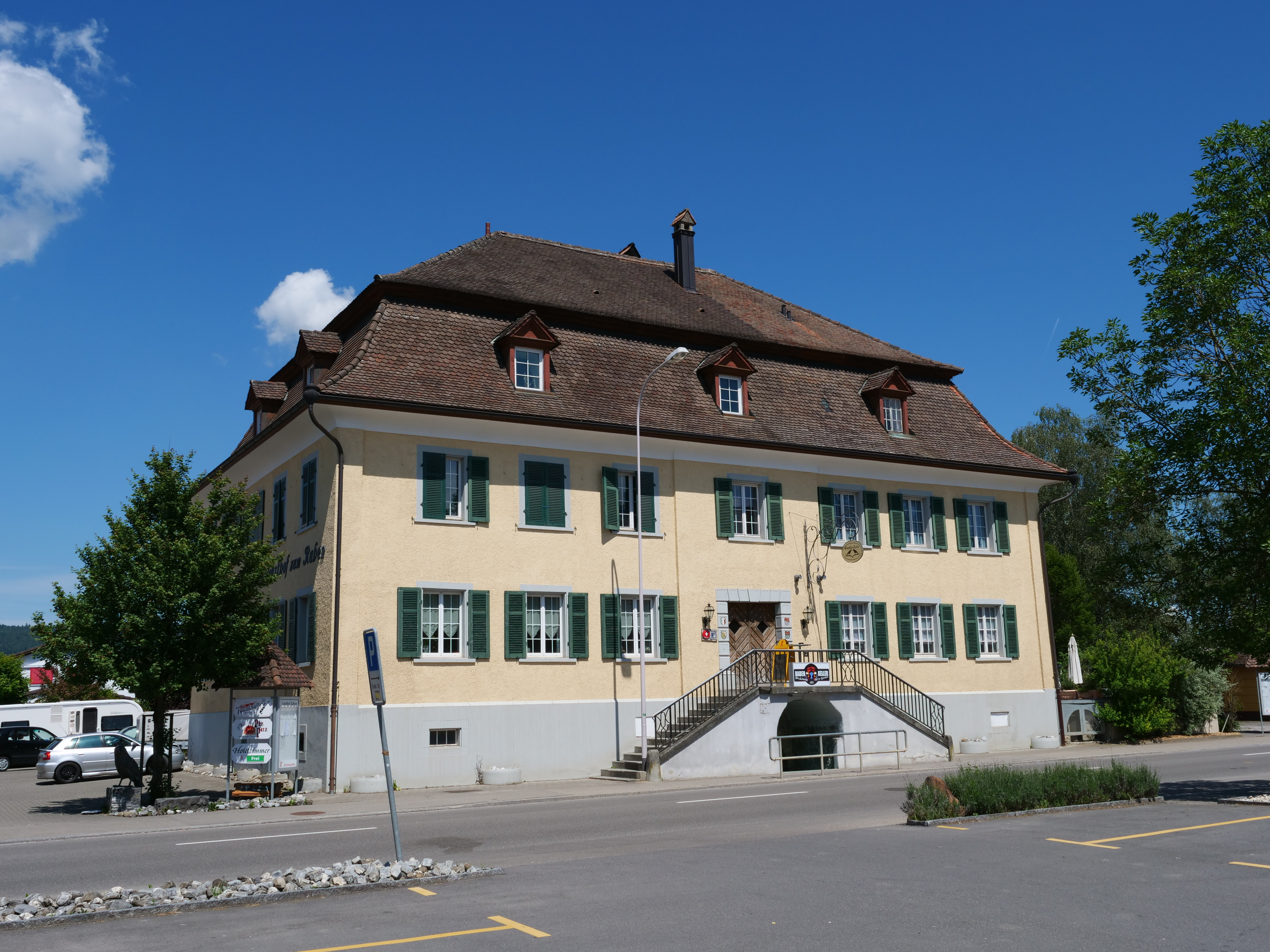
Gasthof «zum Raben»

Auf der Insel Werd fanden sich prähistorische Pfahlbauten. Die Fundstelle ist seit 2011 Bestandteil des UNESCO-Weltkulturerbes Prähistorische Pfahlbauten um die Alpen. Das Eschenzer Becken ist im Inventar der schützenswerten Ortsbilder der Schweiz aufgeführt.

## Persönlichkeiten
- Otmar von St. Gallen, (um 689–759) Klostergründer, lebte auf der Insel Werd im Rhein bei Eschenz.
- Heinrich von Eschenz († 1391 in St. Blasien) war als Heinrich IV., Edler von Eschenz von 1348 bis 1391 Abt im Kloster St. Blasien.
- Paul Joseph Reichsgraf von Beroldingen (1754–1831), Diplomat und Politiker
- Hans Niederhauser (* 1930), Maler
- Richard Tisserand (1948–2022), Maler und Zeichner

## Wirtschaft
Eschenz hat ein lebendiges Gewerbewesen, vom Strassenbaugeschäft über Schreinerei zur Pferdepension und vom Treuhand über Metallbauer zur Gartengestaltung.
Im Jahr 2016 bot Eschenz 418 Personen Arbeit (umgerechnet auf Vollzeitstellen). Davon waren 13,4 % in der Land- und Forstwirtschaft, 38,8 % in Industrie, Gewerbe und Bau sowie 47,9 % im Dienstleistungssektor tätig.
Der grösste Arbeitgeber der Gemeinde ist die Firma Unipektin AG; 1936 gegründet, zählt sie heute etwa 80 Mitarbeiter, die in den vier Geschäftsbereichen Technische Obstverwertung, Verdickungsmittel, Maschinenbau und Internationaler Handel mit Obstkonzentraten und Obstaroma tätig sind.